# توفیا
توفیا (به ایتالیایی: Toffia) یک کومونه در ایتالیا است که در استان ریتی واقع شده‌است.

## خصوصیات
توفیا ۱۱٫۲ کیلومترمربع مساحت و ۹۴۸ نفر جمعیت دارد و ۲۶۲ متر بالاتر از سطح دریا واقع شده‌است.